# ビャラ (ルセ州)
ビャラ（ブルガリア語: Бяла、[ˈbʲałɐ]）は、ブルガリア北部のルセ州にある町。同名のビャラ市の行政の中心地で、ルセとヴェリコ・タルノヴォを結ぶ道路とプレヴェンとヴァルナを結ぶ道路の交点に位置する。ボロヴォの町に近く、ヤントラ川にかかる有名なビャラ橋も近辺にある。町内には、露土戦争に関連した解放戦争博物館がある。人口は9015人（2009年12月）。

## ギャラリー

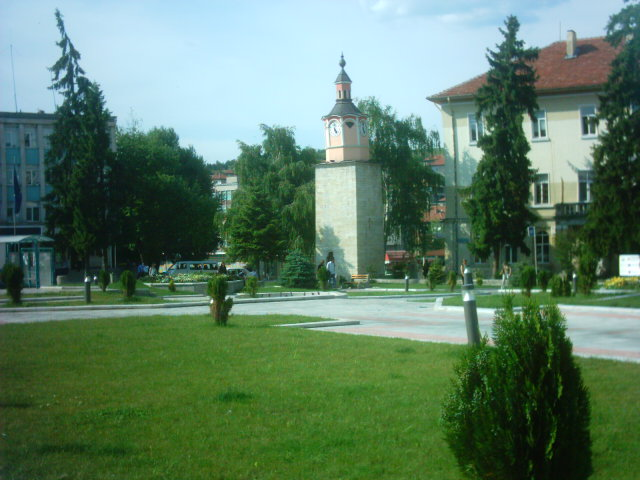
町内の時計塔
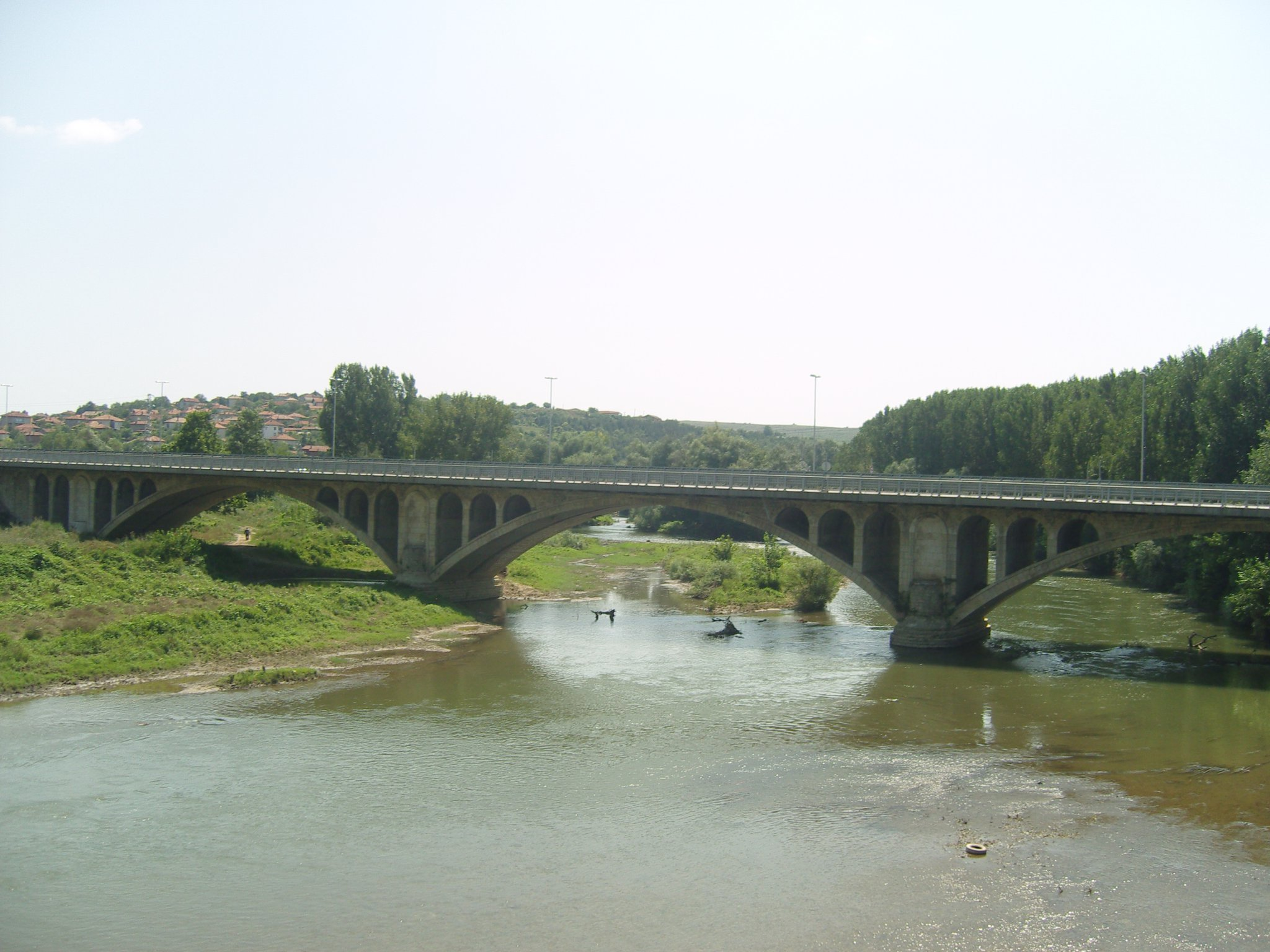
ビャラ橋の手前にある道路橋
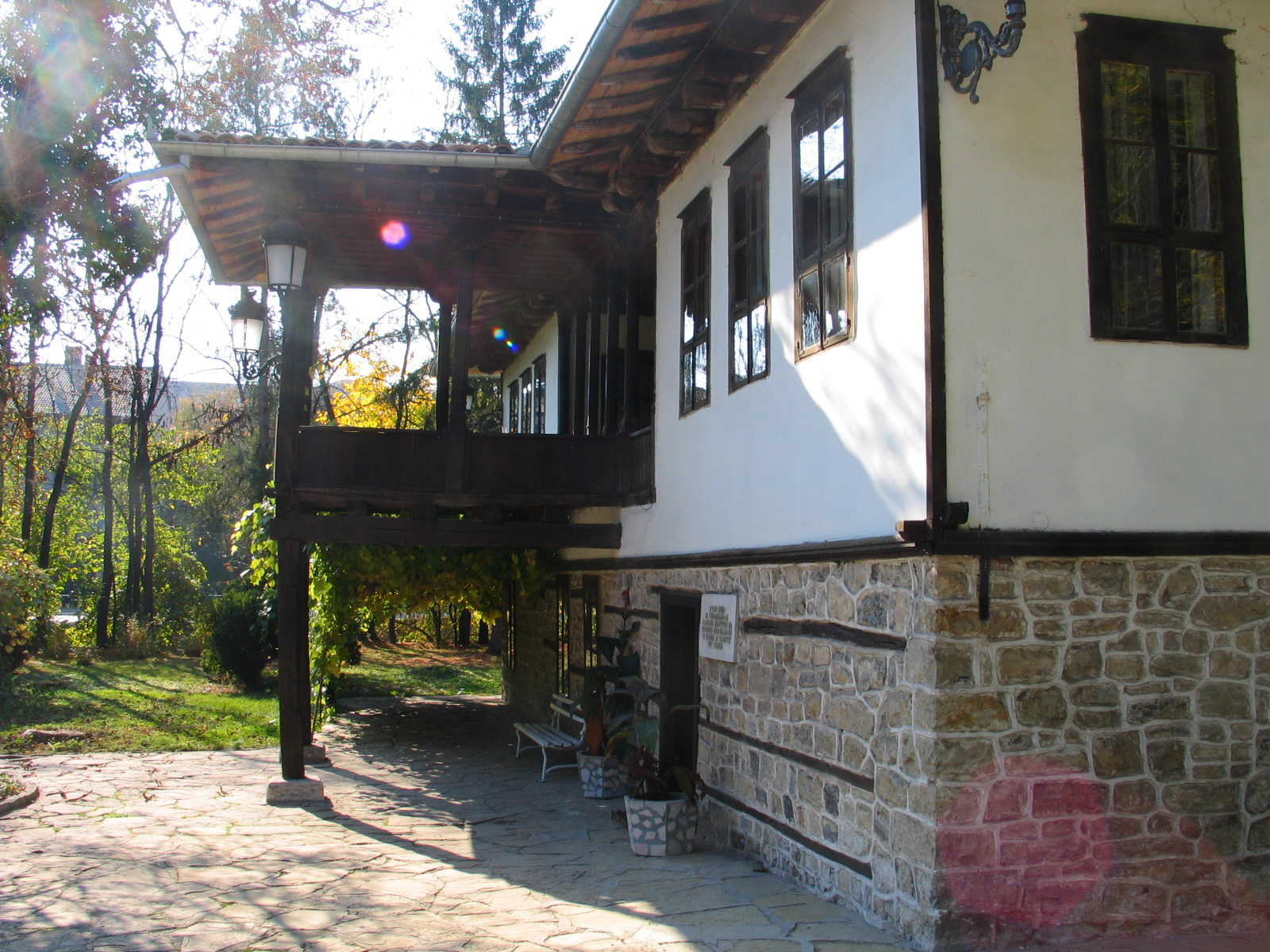
解放戦争博物館
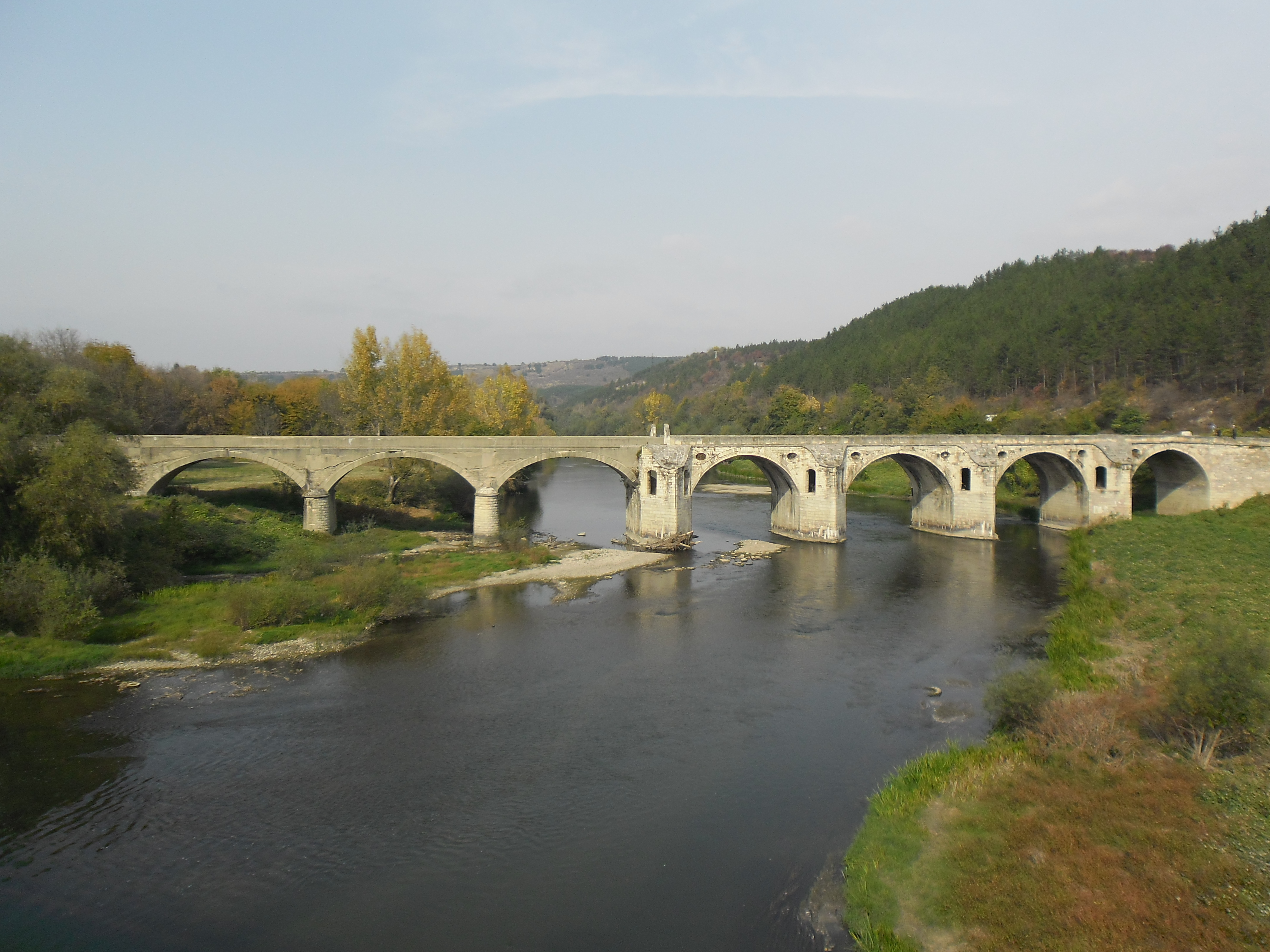
ビャラ橋